# Tarsius tumpara
Tarsius tumpara és una espècie de primat que viu a la petita illa volcànica de Siau (Indonèsia).
La seva existència com a tàxon distint fou predita com a resultat de l'aïllament geogràfic de l'illa de Cèlebes (coneguda també com a Sulawesi) i la població de tarsers de l'illa Sangihe (Tarsius sangirensis), aproximadament 200 km més al nord.
Tarsius tumpara fou inclòs a la publicació bianual Els 25 primats més amenaçats del món, 2008-2010.